# Верхний Алльгой
Верхний Алльгой (нем. Oberallgäu) — район в Германии. Центр района — город Зонтхофен. Район входит в землю Бавария. Подчинён административному округу Швабия. Занимает площадь 1527,97 км². Население — 150 363 чел. Плотность населения — 99 человек/км².
Официальный код района — 09 7 80.
Район подразделяется на 28 общин.

## Города и общины

Муниципалитеты района Верхний Алльгой (Бавария)

Города
1. Зонтхофен (21 239)
2. Имменштадт-им-Алльгой (14 273)

Ярмарки
1. Альтусрид (9959)
2. Бад-Хинделанг (4914)
3. Бухенберг (3948)
4. Вайтнау (5201)
5. Вертах (2467)
6. Виггенсбах (4818)
7. Дитмансрид (7914)
8. Зульцберг (4574)
9. Оберштауфен (7238)
10. Оберстдорф (9905)

Объединения общин
Управление Хёрнергруппе
Управление Вайтнау
Общины
1. Бальдершванг (217)
2. Бетцигау (2817)
3. Блайхах (5676)
4. Больстерланг (1026)
5. Бургберг-им-Алльгой (3234)
6. Вальтенхофен (8922)
7. Вильдпольдсрид (2532)
8. Дурах (6515)
9. Лаубен (3 288)
10. Миссен-Вильхамс (1 405)
11. Обермайзельштайн (970)
12. Офтершванг (2 027)
13. Ой-Миттельберг (4 498)
14. Реттенберг (4 081)
15. Фишен-им-Алльгой (2 912)
16. Хальденванг (3 698)

Свободные от управления общины

## Население
По оценке на 31 декабря 2015 года население района Верхний Алльгой составляет 152 672 чел. 

| Дата      | 1840  | 1871  | 1900  | 1925  | 1939  | 1950   | 1961   | 1970   | 1987   | 2011   |
| --------- | ----- | ----- | ----- | ----- | ----- | ------ | ------ | ------ | ------ | ------ |
| Население | 50802 | 52898 | 59190 | 72344 | 80316 | 111940 | 106334 | 119625 | 128665 | 148650 |

| Год       | 1960   | 1970   | 1980   | 1990   | 2000   | 2009   | 2010   | 2011   | 2012   | 2013   | 2014   | 2015   |
| --------- | ------ | ------ | ------ | ------ | ------ | ------ | ------ | ------ | ------ | ------ | ------ | ------ |
| Население | 107861 | 120652 | 129226 | 136777 | 147405 | 150153 | 149926 | 148691 | 149457 | 150478 | 150981 | 152672 |